# Xanthisthisa holmi
Xanthisthisa holmi là một loài bướm đêm trong họ Geometridae.